# Puzîkove, Hlobîne
Puzîkove (în ucraineană Пузикове) este localitatea de reședință a comunei Puzîkove din raionul Hlobîne, regiunea Poltava, Ucraina.

## Demografie
Componența lingvistică a localității Puzîkove
     Ucraineană (96,84%)
     Rusă (3,02%)
     Alte limbi (0,14%)
Conform recensământului din 2001, majoritatea populației localității Puzîkove era vorbitoare de ucraineană (96,84%), existând în minoritate și vorbitori de rusă (3,02%).